# 勐冒镇区
勐冒镇区，旧译迈莫镇区，是缅甸掸邦佤自治州户板县下辖的一个镇区，同时也是佤自治州的一部分。它的治所位于勐冒。镇区现在佤邦控制下，佤邦将之划归勐冒县管辖。